# Кырныш
 Кырныш  — деревня в Тукаевском районе Татарстана. Входит в состав Калмиинского сельского поселения.

## География
Находится в северо-восточной части Татарстана на расстоянии приблизительно 15 км на северо-восток от районного центра города Набережные Челны на берегу Нижнекамского водохранилища.

## История
Известно с 1678 года как Кирнаш, позднее упоминалась и как Девлет-Бахтина. Некоторый период времени в XIX была приписана к Воткинскому железоделательному заводу. В начале XX в. в деревне функционировали земская и церковно-приходская школы.

## Население
Постоянных жителей было: в 1858—311, в 1870—385, в 1884—398, в 1906—471, в 1913—505, в 1920—486, в 1926—476, в 1949—343, в 1958—288, в 1970 — 76, в 1979 — 40, в 1989 — 15, 34 в 2002 году (русские 94 %), 57 в 2010.

## Культура
В настоящее время в деревне функционирует храм (годы строительства 2015-2016). 